# Armando Neira
Armando Neira (Bogotá, 1961) es un periodista colombiano que ha trabajado en medios escritos de su país y de España. Desde 2012 se desempeña como director de la versión digital de la revista Semana.

## Biografía
Neira ha trabajado en medios como La República, El Tiempo, Cambio 16, El País, El Espectador, Gente y Semana. Es asimismo autor de los libros Monte adentro y Por la boca muere el pez. Ha sido catedrático de las universidades Javeriana, Los Andes y El Rosario.

## Premios
Ha sido ganador de varios premios colombianos de periodismo, como el SIP y el CPB, e internacionales, entre ellos el Rey de España, otorgado a varios miembros de la revista Semana por la serie de artículos sobre la parapolítica, y el Simón Bolívar.